# Мускидоз
Мускидоз (Muscidosis) — энтомоз, вызванный укусами мух.
Возбудители — Настоящие мухи Muscidae (отряд Двукрылые) распространены повсеместно. Некоторые являются кровососами, переносчиками возбудителей различных заболеваний человека; личинки некоторых вызывают миазы (Musca domestica, Muscina stabulans и др.).
Так Осенняя жигалка Stomoxys calcitrans часто нападает и на человека, нанося болезненные укусы и является переносчиком возбудителей сибирской язвы, сепсиса, туляремии, трипаносомозов и других заболеваний. Трением хоботка о кожу муха соскабливает эпидермис и, питаясь кровью, одновременно впускает ядовитую слюну, вызывая сильное раздражение.
Есть сведения, что при укусе мухи-жигалки, мог передаваться вирус иммунодефицита от шимпанзе к человеку. Во время укуса эта муха соскребает кожу и сосёт кровь из ранки. Когда она кусает следующего, то отрыгивает в его ранку часть крови, высосанной из предыдущей жертвы. ВИЧ сохраняется в крови, отрыгнутой мухой. В отличие от других кровососущих насекомых, муха-жигалка не переваривает кровь, которую потом отрыгивает. Она хранится в специальном резервуаре передней части её ротового аппарата, где нет пищеварительных ферментов.
Муха цеце, относящаяся к другому семейству (Glossinidae) при укусе передаёт сонную болезнь.
Лечение: место укуса мухи необходимо обработать антисептиком (раствор фукорцина, йода).